# NORA B52
A Nora B52 egy szerb fejlesztésű és gyártású 155 mm-es űrméretű önjáró löveg. Az automata töltőrendszerrel felszerelt löveget egy 8×8 kerékképletű teherautó hordozza. 

## Változatok
A Nora B52-nek többféle változata létezik. Ezek kialakításukban, tárkapacitásukban térnek el leginkább, azonban mindegyik ugyanazt a 155 mm-es NATO kompatibilis L/52-es ágyútarackot alkalmazza vagyis ballisztikai jellemzőik terén azonos a lövegek képessége.

#### Nora B52
Az alapmodell, amelynél a lövegkezelők a lövegtoronyban kaptak helyet és 12 betárazott, tüzelésre kész lőszert hordoz. Tovább 24 lőszert pedig külön tárolóban vihet magával. A kabin páncélvédelme STANAG 4569 szerinti Level 2 szintű.

#### Nora B52 M21
Modernizált, MAN TGS alvázra telepített változat. A kabin páncélvédelme STANAG 4569 szerinti Level 2 szintű.

#### Nora B52 NG
Ez a legmodernebb, 2023-ban bemutatott változata a Nora lövegnek. Két fő újdonsága az ember nélküli távirányított lövegtorony valamint a megnövelt, 30 lőszert befogadó tár. Személyzet minden tagja a  STANAG 4569 szerinti Level 3 védettségű kabinban foglal helyet.

#### MGS-25 Aleksandar
A Nora löveg család "könnyített" tagja, amely az ember nélküli távirányított lövegtornyában 12 tüzelésre kész lövedéket hordoz, további 12-őt pedig külön tárolóban. A rendszer tömege MAN TGS teherautóra telepítve 29 tonna, vagyis mintegy 11 tonnával könnyebb a többi Nora változathoz képest.

## Kialakítása és jellemzői
A Nora B52 legmodernebb NG változat 30 lőszert hordoz tüzelésre készen, további hat lőszert pedig külön tárolóban vihet magával. Teljes újratöltéshez 15-20 perc szükséges. A rendszer maximális tűzsebessége automatatöltővel 4 lövés percenként, azonban kézi töltés lehetséges meghibásodás esetén. Az L/52 csőhosszúságú löveg maximális lőtávolsága lőszertípus függvényében 32,5 és 52 km között van. Megállástól első lövésig legfeljebb 60 másodperc szükséges. Irányzási korlát: jobbra-balra 30 fok, függőlegesen -5/+65 fok hátraflé fordított toronnyal. Előrefelé fordított toronnyal is lehetséges a tüzelés, akkor azonban csak +20 fokig engedhet le a löveg csöve.
Az önjáró löveg MAN TGS alvázra épült, amelyen egy Level-3 páncélvédettségű a 4 fős kabin került kialakításra.

## Alkalmazók
Banglades
 Ciprus
 Kenya
 Mianmar
 Szerbia